# Classements de la saison 2020 de NCAA (football américain)
Notre Dame (10–0)
Trois sondages relatifs à la saison 2020 de Division 1 FBS (Football Bowl Subdivision) de football américain universitaire sont reconnus par la NCAA même si de nombreux autres sondages sont publiés dans divers médias.
Contrairement à la plupart des autres sports, l'organe directeur de la NCAA ne décerne pas un titre de champion national au terme de la saison régulière. Ce titre est décerné par une ou plusieurs agences de sondages (les polls) ce qui explique que par le passé plusieurs équipes différentes pouvaient être déclarées championnes d'une même saison.
Deux des principaux organismes de sondage, l'AP Poll et le Coaches'Poll, commencent à publier leurs classements avant le début de la saison et le font ensuite après chaque semaine de compétition.
Depuis la saison 2014, un 3e classement est réalisé à partir de la mi-saison (après la 8e semaine de compétition) : le College Football Playoff (CFP).
La saison régulière est suivie d'un système de playoffs regroupant quatre équipes. Il remplace l'ancien système du BCS Bowl Championship Series. Après la dernière semaine de saison régulière, le comité du CFP dévoile le classement final de la Div. 1 du FBS. Ce dernier classement détermine les quatre équipes qui participent aux playoffs lesquels se terminent par la grande finale nationale du mois de janvier. Il désigne également les équipes qui participent aux 4 autres bowls majeurs n'accueillant pas les demi-finales du CFP.

## Légende
|       |  | Monte dans le classement                                                    |
|       |  | Descend dans le classement                                                  |
|       |  | Même classement que le w-e précédent                                        |
|       |  | Sélectionné pour le College Football Playoff                                |
|       |  | Champion National                                                           |
| (#–#) |  | Matchs (Gagné-Perdu)                                                        |
| ≈     |  | A égalité avec l'équipe possédant le même symbole (du dessus ou du dessous) |

## Classements CFP
La première parution du classement du College Football Playoff a été effectuée le 24 novembre 2021 au terme de la semaine 11. Par la suite, e classement a été édité chaque mardi après les rencontres des semaines 12 à 15. Le classement final du CFP a été publié le dimanche 20 décembre 2020 et il a déterminé les quatre finalistes participant au tour final pour le titre de champion NCAA de football américain 2020.
| C.F.P.                 | Semaine 11 24 Nov.     | Semaine 12 1er Déc.    | Semaine 13 8 Déc.                    | Semaine 14 15 Déc.      | Semaine 15 (Final) 20 Déc. | Saison 2020 |
| ---------------------- | ---------------------- | ---------------------- | ------------------------------------ | ----------------------- | -------------------------- | ----------- |
| 1                      | Alabama (7–0)          | Alabama (8–0)          | Alabama (9–0)                        | Alabama (10–0)          | Alabama (11–0)             | 1           |
| 2                      | Notre Dame (8–0)       | Notre Dame (9–0)       | Notre Dame (10–0)                    | Notre Dame (10–0)       | Clemson (10–1)             | 2           |
| 3                      | Clemson (7–1)          | Clemson (8–1)          | Clemson (9–1)                        | Clemson (9–1)           | Ohio State (6–0)           | 3           |
| 4                      | Ohio State (4–0)       | Ohio State (4–0)       | Ohio State (5–0)                     | Ohio State (5–0)        | Notre Dame (10–1)          | 4           |
| 5                      | Texas A&M (5–1)        | Texas A&M (6–1)        | Texas A&M (7–1)                      | Texas A&M (7–1)         | Texas A&M (8–1)            | 5           |
| 6                      | Florida (6–1)          | Florida (7–1)          | Florida (8–1)                        | Iowa State (8–2)        | Oklahoma (8–2)             | 6           |
| 7                      | Cincinnati (8–0)       | Cincinnati (8–0)       | Iowa State (8–2)                     | Florida (8–2)           | Florida (8–3)              | 7           |
| 8                      | Northwestern (5–0)     | Georgia (6–2)          | Cincinnati (8–0)                     | Georgia (7–2)           | Cincinnati (9–0)           | 8           |
| 9                      | Georgia (5–2)          | Iowa State (7–2)       | Georgia (6–2)                        | Cincinnati (8–0)        | Georgia (7–2)              | 9           |
| 10                     | Miami (FL) (7–1)       | Miami (FL) (7–1)       | Miami (FL) (8–1)                     | Oklahoma (7–2)          | Iowa State (8–3)           | 10          |
| 11                     | Oklahoma (6–2)         | Oklahoma (6–2)         | Oklahoma (7–2)                       | Indiana (6–1)           | Indiana (6–1)              | 11          |
| 12                     | Indiana (4–1)          | Indiana (5–1)          | Indiana (6–1)                        | Coastal Carolina (11–0) | Coastal Carolina (11–0)    | 12          |
| 13                     | Iowa State (6–2)       | BYU (9–0)              | Coastal Carolina (10–0)              | USC (5–0)               | North Carolina (8–3)       | 13          |
| 14                     | BYU (9–0)              | Northwestern (5-1)     | Northwestern (5–1)                   | Northwestern (6–1)      | Northwestern (6–1)         | 14          |
| 15                     | Oregon (3–1)           | Oklahoma State (6–2)   | USC (4–0)                            | North Carolina (8–3)    | Iowa (6–2)                 | 15          |
| 16                     | Wisconsin (2–1)        | Wisconsin (2–1)        | Iowa (6–2)                           | Iowa (6–2)              | BYU (10–1)                 | 16          |
| 17                     | Texas (5–2)            | North Carolina (6–3)   | North Carolina (7–3)                 | BYU (10–1)              | USC (5–1)                  | 17          |
| 18                     | USC (3–0)              | Coastal Carolina (9–0) | BYU (9–1)                            | Miami (FL) (8–2)        | Miami (FL) (8–2)           | 18          |
| 19                     | North Carolina (6–2)   | Iowa (4–2)             | Louisiana (9–1)                      | Louisiana (9–1)         | Louisiana (9–1)            | 19          |
| 20                     | Coastal Carolina (8–0) | USC (3–0)              | Texas (6–3)                          | Texas (6–3)             | Texas (6–3)                | 20          |
| 21                     | Marshall (7–0)         | Marshall (7–0)         | Colorado (4–0)                       | Oklahoma State (7–3)    | Oklahoma State (7–3)       | 21          |
| 22                     | Auburn (5–2)           | Washington (3–0)       | Oklahoma State (6–3)                 | NC State (8–3)          | San Jose State (7–0)       | 22          |
| 23                     | Oklahoma State (5–2)   | Oregon (3–1)           | NC State (8–3)                       | Tulsa (6–1)             | NC State (8–3)             | 23          |
| 24                     | Iowa (3–2)             | Tulsa (5–1)            | Tulsa (6–1)                          | San Jose State (6–0)    | Tulsa (6–1)                | 24          |
| 25                     | Tulsa (5–1)            | Louisiana (8–1)        | Missouri (5–3)                       | Colorado (4–1)          | Oregon (4–2)               | 25          |
|                        | Semaine 11 24 Nov.     | Semaine 12 1er Déc.    | Semaine 13 8 Déc.                    | Semaine 14 15 Déc.      | Semaine 15 (Final) 20 Déc. |             |
| Sortis du classement : | Sortis du classement : | Texas Auburn           | Wisconsin Marshall Washington Oregon | Missouri                | Colorado                   |             |

## Classements AP Poll
| A.P.                   | Présaison 24 août      | Sem. 1 Indisponible | Sem. 2 13 Sept.                                                                    | Sem. 3 20 Sept.             | Sem. 4 27 Sept.                                           | Sem. 5 4 Oct.                                     | Sem. 6 11 Oct. | Sem. 7 18 Oct.             | Sem. 8 25 Oct.                   | Sem. 9 1er Nov.                        | Sem. 10 8 Nov.       | Sem. 11 15 Nov. | Sem. 12 22 Nov. | Sem. 13 29 Nov.             | Sem. 14 6 Déc.                            | Sem. 15 13 Déc.         | Sem. 16 20 Déc.         | Ap. Bowls 11 Jan.       | Saison 2020 |
| ---------------------- | ---------------------- | ------------------- | ---------------------------------------------------------------------------------- | --------------------------- | --------------------------------------------------------- | ------------------------------------------------- | -------------- | -------------------------- | -------------------------------- | -------------------------------------- | -------------------- | --------------- | --------------- | --------------------------- | ----------------------------------------- | ----------------------- | ----------------------- | ----------------------- | ----------- |
| 1                      | Clemson (38)           |                     | Clemson (1–0) (60)                                                                 | Clemson (2–0) (59)          | Clemson (2–0) (55)                                        |                                                   |                |                            |                                  |                                        |                      |                 |                 |                             |                                           | Alabama (10–0) (62)     | Alabama (11–0) (62)     | Alabama (13–0) (61      | 1           |
| 2                      | Ohio State* (21)       |                     | Alabama (0–0)                                                                      | Alabama (0–0) (1)           | Alabama (1–0) (3)                                         |                                                   |                |                            |                                  |                                        |                      |                 |                 |                             |                                           | Notre Dame (10–0)       | Clemson (10–1)          | Ohio State (7–1)        | 2           |
| 3                      | Alabama (2)            |                     | Oklahoma (1–0)                                                                     | Oklahoma (1–0)              | Florida (1–0)                                             |                                                   |                |                            |                                  |                                        |                      |                 |                 |                             |                                           | Ohio State (5–0)        | Ohio State (6–0)        | Clemson (10–2)          | 3           |
| 4                      | Georgia                |                     | Georgia (0–0)                                                                      | Georgia (0–0)               | Georgia (1–0)                                             |                                                   |                |                            |                                  |                                        |                      |                 |                 |                             |                                           | Clemson (9–1)           | Notre Dame (10–1)       | Texas A&M (9–1)         | 4           |
| 5                      | Oklahoma               |                     | Florida (0–0)                                                                      | Florida (0–0)               | Notre Dame (2–0)                                          |                                                   |                |                            |                                  |                                        |                      |                 |                 |                             |                                           | Texas A&M (7–1)         | Texas A&M (8–1)         | Notre Dame (10–2)       | 5           |
| 6                      | LSU (1)                |                     | LSU (0–0) (1)                                                                      | LSU (0–0) (1)               | Ohio State (0–0) (4)                                      |                                                   |                |                            |                                  |                                        |                      |                 |                 |                             |                                           | Cincinnati (8–0)        | Cincinnati (9–0)        | Oklahoma (9–2)          | 6           |
| 7                      | Penn State*            |                     | Notre Dame (1–0)                                                                   | Notre Dame (2–0)            | Auburn (1–0)                                              |                                                   |                |                            |                                  |                                        |                      |                 |                 |                             |                                           | Indiana (6–1)           | Indiana (6–1)           | Georgia (8–2)           | 7           |
| 8                      | Florida                |                     | Auburn (0–0)                                                                       | Auburn (0–0)т Texas (1–0) т | Miami (FL) (3–0)                                          |                                                   |                |                            |                                  |                                        |                      |                 |                 |                             |                                           | Iowa State (8–2)        | Oklahoma (8–2)          | Cincinnati (9–1)        | 8           |
| 9                      | Oregon*                |                     | Texas (1–0)                                                                        | Auburn (0–0)т Texas (1–0) т | Texas (2–0)                                               |                                                   |                |                            |                                  |                                        |                      |                 |                 |                             |                                           | Coastal Carolina (11–0) | Coastal Carolina (11–0) | Iowa State (9–3)        | 9           |
| 10                     | Notre Dame             |                     | Texas A&M (0–0)                                                                    | Texas A&M (0–0)             | Penn State (0–0)                                          |                                                   |                |                            |                                  |                                        |                      |                 |                 |                             |                                           | Georgia (7–2)           | Florida (8–3)           | Northwestern (7–2)      | 10          |
| 11                     | Auburn                 |                     | Oklahoma State (0–0)                                                               | North Carolina (1–0         | UCF (2–0)                                                 |                                                   |                |                            |                                  |                                        |                      |                 |                 |                             |                                           | Florida (8–2)           | Georgia (7–2)           | BYU (11–1)              | 11          |
| 12                     | Wisconsin*             |                     | North Carolina (1–0)                                                               | Miami (FL) (2–0)            | North Carolina (1–0)                                      |                                                   |                |                            |                                  |                                        |                      |                 |                 |                             |                                           | Oklahoma (7–2)          | Iowa State (8–3)        | Indiana (6–2)           | 12          |
| 13                     | Texas A&M              |                     | Cincinnati (0–0)                                                                   | UCF (1–0)                   | Texas A&M (1–0)                                           |                                                   |                |                            |                                  |                                        |                      |                 |                 |                             |                                           | USC (5–0)               | 0BYU (10–1)             | Florida (8–4)           | 13          |
| 14                     | Texas                  |                     | UCF (0–0)                                                                          | Cincinnati (1–0)            | Oregon (0–0)                                              |                                                   |                |                            |                                  |                                        |                      |                 |                 |                             |                                           | BYU (10–1)              | North Carolina (8–3)    | Coastal Carolina (11–1) | 14          |
| 15                     | Oklahoma State         |                     | Tennessee (0–0)                                                                    | Oklahoma State (1–0)        | Cincinnati (2–0)                                          |                                                   |                |                            |                                  |                                        |                      |                 |                 |                             |                                           | Northwestern (6–1)      | Northwestern (6–2)      | Louisiana (10–1)        | 15          |
| 16                     | Michigan*              |                     | Memphis (1–0)                                                                      | Tennessee (0–0)             | Mississippi State (1–0)                                   |                                                   |                |                            |                                  |                                        |                      |                 |                 |                             |                                           | North Carolina (8–3)    | Louisiana (9–1)         | Iowa (6–2)              | 16          |
| 17                     | USC*                   |                     | Miami (FL) (1–0)                                                                   | Memphis (1–0)               | Oklahoma State (2–0)                                      |                                                   |                |                            |                                  |                                        |                      |                 |                 |                             |                                           | Louisiana (9–1)         | Iowa (6–2)              | Liberty (10–1           | 17          |
| 18                     | North Carolina         |                     | Louisville (1–0)                                                                   | BYU (1–0)                   | Oklahoma (1–1)                                            |                                                   |                |                            |                                  |                                        |                      |                 |                 |                             |                                           | Iowa (6–2)              | Miami (FL) (8–2)        | North Carolina (8–4)    | 18          |
| 19                     | Minnesota*             |                     | Louisiana (1–0)                                                                    | Louisiana (2–0)             | Wisconsin (0–0)                                           |                                                   |                |                            |                                  |                                        |                      |                 |                 |                             |                                           | Miami (FL) (8–2)        | San Jose State (7–0)    | Texas (7–3)             | 19          |
| 20                     | Cincinnati             |                     | Virginia Tech (0–0)                                                                | Virginia Tech (0–0)         | LSU (0–1)                                                 |                                                   |                |                            |                                  |                                        |                      |                 |                 |                             |                                           | Tulsa (6–1)             | Texas (6–3)             | Oklahoma State (8–3)    | 20          |
| 21                     | UCF                    |                     | BYU (1–0)                                                                          | Pittsburgh (2–0)            | Tennessee (1–0)                                           |                                                   |                |                            |                                  |                                        |                      |                 |                 |                             |                                           | Texas (6–3)             | USC (5–1)               | USC (5–1)               | 21          |
| 22                     | Utah*                  |                     | Army (2–0)                                                                         | Army (2–0)                  | BYU (2–0)                                                 |                                                   |                |                            |                                  |                                        |                      |                 |                 |                             |                                           | Liberty (9–1)           | Tulsa (6–2)             | Miami (FL) (8–3)        | 22          |
| 23                     | Iowa State             |                     | Kentucky (0–0) т Appalachian State (1–0) т                                         | Kentucky (0–0)              | Michigan (0–0)                                            |                                                   |                |                            |                                  |                                        |                      |                 |                 |                             |                                           | Buffalo (5–0)           | Liberty (9–1)           | Ball State (7–1)        | 23          |
| 24                     | Iowa*                  |                     | Kentucky (0–0) т Appalachian State (1–0) т                                         | Louisville (1–1)            | Pittsburgh (3–0)                                          |                                                   |                |                            |                                  |                                        |                      |                 |                 |                             |                                           | NC State (8–3)          | NC State (8–3)          | San Jose State (7–1)    | 24          |
| 25                     | Tennessee              |                     | Pittsburgh (1–0)                                                                   | Marshall (2–0)              | Memphis (1–0)                                             |                                                   |                |                            |                                  |                                        |                      |                 |                 |                             |                                           | San Jose State (6–0)    | Oregon (4–2)            | Buffalo (6–1)           | 25          |
| A.P.                   | Présaison 24 août      | Sem. 1 Indisponible | Sem. 2 13 Sept.                                                                    | Sem. 3 20 Sept.             | Sem. 4 27 Sept.                                           | Sem. 5 4 Oct.                                     | Sem. 6 11 Oct. | Sem. 7 18 Oct.             | Sem. 8 25 Oct.                   | Sem. 9 1er Nov.                        | Sem. 10 8 Nov.       | Sem. 11 15 Nov. | Sem. 12 22 Nov. | Sem. 13 29 Nov.             | Sem. 14 6 Déc.                            | Sem. 15 13 Déc.         | Sem. 16 20 Déc.         | Ap. Bowls 11 Jan.       |             |
| Sortis du classement : | Sortis du classement : | -                   | Ohio State Penn State Oregon Wisconsin Michigan USC Minnesota Utah Iowa State Iowa | Appalachian State           | Louisiana Virginia Tech Army Kentucky Louisville Marshall | Oklahoma UCF Mississippi State Pittsburgh Memphis | LSU Texas      | Auburn Tennessee Louisiana | Virginia Tech Minnesota NC State | North Carolina Kansas State Penn State | Boise State Michigan | SMU             | Liberty         | Texas Auburn North Carolina | Marshall Oklahoma State Oregon Washington | Colorado Wisconsin      | Buffalo                 | Tulsa NC State Oregon   |             |

## Classements Coaches'Poll
| A.P.                   | Présaison 24 août      | Sem. 1 Indisponible | Sem. 2 13 Sept.                                                                    | Sem. 3 20 Sept.                                   | Sem. 4 27 Sept.         | Sem. 5 4 Oct.                                 | Sem. 6 11 Oct. | Sem. 7 18 Oct.             | Sem. 8 25 Oct.                   | Sem. 9 1er Nov.         | Sem. 10 8 Nov.                      | Sem. 11 15 Nov. | Sem. 12 22 Nov. | Sem. 13 29 Nov.             | Sem. 14 6 Déc.                            | Sem. 15 13 Déc.         | Sem. 16 20 Déc.         | Ap. Bowls 11 Jan.       | Saison 2020 |
| ---------------------- | ---------------------- | ------------------- | ---------------------------------------------------------------------------------- | ------------------------------------------------- | ----------------------- | --------------------------------------------- | -------------- | -------------------------- | -------------------------------- | ----------------------- | ----------------------------------- | --------------- | --------------- | --------------------------- | ----------------------------------------- | ----------------------- | ----------------------- | ----------------------- | ----------- |
| 1                      | Clemson (38)           |                     | Clemson (1–0) (37)                                                                 | Clemson (2–0) (44)                                | Clemson (2–0) (42)      |                                               |                |                            |                                  |                         |                                     |                 |                 |                             |                                           | Alabama (10–0) (60)     | Alabama (11–0) (61)     | Alabama (13–0) (60)     | 1           |
| 2                      | Ohio State (17)        |                     | Alabama (0–0) (1)                                                                  | Alabama (0–0) (1)                                 | Alabama (1–0) (4)       |                                               |                |                            |                                  |                         |                                     |                 |                 |                             |                                           | Notre Dame (10–0) (2)   | Clemson (10–1)          | Ohio State (7–1)        | 2           |
| 3                      | Alabama (4)            |                     | Oklahoma (1–0)                                                                     | Oklahoma (1–0) т Georgia (0–0)т                   | Florida (1–0)           |                                               |                |                            |                                  |                         |                                     |                 |                 |                             |                                           | Clemson (9–1)           | Ohio State (6–0)        | Clemson (10–2)          | 3           |
| 4                      | Georgia                |                     | Georgia (0–0)                                                                      | Oklahoma (1–0) т Georgia (0–0)т                   | Georgia (1–0)           |                                               |                |                            |                                  |                         |                                     |                 |                 |                             |                                           | Ohio State (5–0)        | Notre Dame (10–1)       | Texas A&M (9–1)         | 4           |
| 5                      | LSU                    |                     | LSU (0–0) (3)                                                                      | LSU (0–0) (1)                                     | Notre Dame (2–0)        |                                               |                |                            |                                  |                         |                                     |                 |                 |                             |                                           | Texas A&M (7–1)         | Texas A&M (8–1)         | Notre Dame (10–2)       | 5           |
| 6                      | Oklahoma               |                     | Florida (0–0)                                                                      | Florida (0–0)                                     | Ohio State (0–0) (2)    |                                               |                |                            |                                  |                         |                                     |                 |                 |                             |                                           | Cincinnati (8–0)        | Cincinnati (9–0)        | Oklahoma (9–2)          | 6           |
| 7                      | Penn State             |                     | Notre Dame (1–0)                                                                   | Notre Dame (0–0)                                  | Auburn (1–0)            |                                               |                |                            |                                  |                         |                                     |                 |                 |                             |                                           | Indiana (6–1)           | Oklahoma (8–2)          | Georgia (8–2)           | 7           |
| 8                      | Florida                |                     | Texas (1–0)                                                                        | Auburn (0–0)                                      | Miami (FL) (3–0)        |                                               |                |                            |                                  |                         |                                     |                 |                 |                             |                                           | Iowa State (8–2)        | Indiana (6–1)           | Cincinnati (9–1)        | 8           |
| 9                      | Oregon                 |                     | Auburn (0–0)                                                                       | Texas (1–0)                                       | Texas (2–0)             |                                               |                |                            |                                  |                         |                                     |                 |                 |                             |                                           | Georgia (7–2)           | Georgia (7–2)           | Iowa State (9–3)        | 9           |
| 10                     | Notre Dame             |                     | Texas A&M (0–0)                                                                    | Ohio State (0–0) (2)                              | Penn State (0–0)        |                                               |                |                            |                                  |                         |                                     |                 |                 |                             |                                           | Oklahoma (7–2)          | Florida (8–3)           | Northwestern (7–2)      | 10          |
| 11                     | Auburn                 |                     | North Carolina (1–0)                                                               | Texas A&M (0–0)                                   | North Carolina (1–0)    |                                               |                |                            |                                  |                         |                                     |                 |                 |                             |                                           | Florida (8–2)           | Coastal Carolina (11–0) | BYU (11–1)              | 11          |
| 12                     | Wisconsin              |                     | Oklahoma State (0–0)                                                               | North Carolina (1–0)                              | UCF (2–0)               |                                               |                |                            |                                  |                         |                                     |                 |                 |                             |                                           | Coastal Carolina (11–0) | Iowa State (8–3)        | Florida (8–4)           | 12          |
| 13                     | Texas A&M              |                     | UCF (0–0)                                                                          | Penn State (0–0)                                  | Texas A&M (1–0)         |                                               |                |                            |                                  |                         |                                     |                 |                 |                             |                                           | USC (5–0)               | Northwestern (6–2)      | Indiana (6–2)           | 13          |
| 14                     | Texas                  |                     | Cincinnati (0–0)                                                                   | Miami (FL) (2–0)                                  | Mississippi State (1–0) |                                               |                |                            |                                  |                         |                                     |                 |                 |                             |                                           | Northwestern (6–1)      | North Carolina (8–3)    | Coastal Carolina (11–1) | 14          |
| 15                     | Michigan               |                     | Memphis (1–0)                                                                      | UCF (1–0)                                         | Cincinnati (2–0)        |                                               |                |                            |                                  |                         |                                     |                 |                 |                             |                                           | North Carolina (8–3)    | BYU (10–1)              | Iowa (6–2)              | 15          |
| 16                     | Oklahoma State         |                     | Louisville (1–0)                                                                   | Cincinnati (1–0)                                  | Oklahoma (1–1)          |                                               |                |                            |                                  |                         |                                     |                 |                 |                             |                                           | BYU (10–1)              | Iowa (6–2)              | Louisiana (10–1)        | 16          |
| 17                     | USC                    |                     | Tennessee (0–0)                                                                    | Wisconsin (0–0)                                   | LSU (0–1)               |                                               |                |                            |                                  |                         |                                     |                 |                 |                             |                                           | Iowa (6–2)              | Louisiana (9–1)         | North Carolina (8–4)    | 17          |
| 18                     | Minnesota              |                     | Miami (1–0)                                                                        | Oklahoma State (1–0)                              | Wisconsin (0–0)         |                                               |                |                            |                                  |                         |                                     |                 |                 |                             |                                           | Louisiana (9–1)         | Miami (FL) (8–2)        | Liberty (10–1)          | 18          |
| 19                     | North Carolina         |                     | Virginia Tech (0–0)                                                                | Michigan (0–0)                                    | Oklahoma State (2–0)    |                                               |                |                            |                                  |                         |                                     |                 |                 |                             |                                           | Miami (FL) (8–2)        | USC (5–1)               | Oklahoma State (8–3)    | 19          |
| 20                     | Utah                   |                     | Kentucky (0–0)                                                                     | Memphis (1–0)                                     | Tennessee (1–0)         |                                               |                |                            |                                  |                         |                                     |                 |                 |                             |                                           | Tulsa (6–1)             | San Jose State (7–0)    | Texas (7–3)             | 20          |
| 21                     | UCF                    |                     | Louisiana (1–0)                                                                    | Tennessee (0–0)                                   | Michigan (0–0)          |                                               |                |                            |                                  |                         |                                     |                 |                 |                             |                                           | Liberty (9–1)           | Oklahoma State (7–3)    | USC (5–1)               | 21          |
| 22                     | Cincinnati             |                     | BYU (1–0)                                                                          | Minnesota (0–0)                                   | BYU (2–0)               |                                               |                |                            |                                  |                         |                                     |                 |                 |                             |                                           | Oklahoma State (7–3)    | NC State (8–3)          | Miami (FL) (8–3)        | 22          |
| 23                     | Iowa                   |                     | Appalachian State (1–0)                                                            | BYU (1–0)                                         | Virginia Tech (1–0)     |                                               |                |                            |                                  |                         |                                     |                 |                 |                             |                                           | NC State (8–3)          | Liberty (9–1)           | Ball State (7–1)        | 23          |
| 24                     | Virginia Tech          |                     | Baylor (0–0)                                                                       | Virginia Tech (0–0)                               | Memphis (1–0)           |                                               |                |                            |                                  |                         |                                     |                 |                 |                             |                                           | Texas (6–3)             | Texas (6–3)             | San Jose State (7–1)    | 24          |
| 25                     | Iowa State             |                     | Army (2–0)                                                                         | Louisiana (2–0)                                   | Pittsburgh (3–0)        |                                               |                |                            |                                  |                         |                                     |                 |                 |                             |                                           | San Jose State (6–0)    | Tulsa (6–2)             | Buffalo (6-1)           | 25          |
| A.P.                   | Présaison 24 août      | Sem. 1 Indisponible | Sem. 2 13 Sept.                                                                    | Sem. 3 20 Sept.                                   | Sem. 4 27 Sept.         | Sem. 5 4 Oct.                                 | Sem. 6 11 Oct. | Sem. 7 18 Oct.             | Sem. 8 25 Oct.                   | Sem. 9 1er Nov.         | Sem. 10 8 Nov.                      | Sem. 11 15 Nov. | Sem. 12 22 Nov. | Sem. 13 29 Nov.             | Sem. 14 6 Déc.                            | Sem. 15 13 Déc.         | Sem. 16 20 Déc.         | Ap. Bowls 11 Jan.       |             |
| Sortis du classement : | Sortis du classement : | -                   | Ohio State Penn State Oregon Wisconsin Michigan USC Minnesota Utah Iowa Iowa State | Louisville Kentucky Appalachian State Baylor Army | Minnesota Louisiana     | Mississippi State Oklahoma Memphis Pittsburgh | LSU Texas UCF  | Auburn Tennessee Louisiana | Virginia Tech Minnesota NC State | Kansas State Penn State | Boise State North Carolina Michigan | SMU Army        | Liberty         | Auburn Texas North Carolina | Marshall Oklahoma State Oregon Washington | Colorado Wisconsin      | -                       | NC State Tulsa          |             |